# Ал Жаро
Алуин (Ал) Лопес Жаро (първото име на английски, второто на испански, третото на френски: Alwin Lopez „Al“ Jarreau, наричан в САЩ Ал Джароу ) е американски джазпевец и джазмузикант от френско-креолски произход.
Професионално се занимава с джаз музика от 1968 г. Отличава се с голяма гама от разнообразно и оригинално звучене, както и с отвореността си към различни стилове (соул, ритъм енд блус, поп и т.н.) и различните източници на влияние като (Нат Кинг Коул).
Носител е на няколко награди Грами, а гласът му добива допълнителна известност благодарение на изпълнението на основната тема в сериала „Съдружници по неволя“ от 1980-те години.

## Дискография
- We Got By (1975)
- Glow (1976)
- All Fly Home (1978)
- This Time (1980)
- Breakin' Away (1981)
- 1965 (1982)
- Jarreau (1983)
- High Crime (1984)
- L Is for Lover (1986)
- Heart's Horizon (1988)
- Heaven and Earth (1992)
- Tomorrow Today (2000)
- All I Got (2002)
- Accentuate the Positive (2004)
- Givin' It Up (2006)
- Christmas (2008)
- My Old Friend: Celebrating George Duke (2014)